# Madjid Bougherra
Madjid Bougherra   (Dijon, 7 d'octubre de 1982) és un exfutbolista algerià de la dècada de 2000.
Fou internacional amb la selecció d'Algèria amb la qual participà en la Copa del Món de futbol de 2010.
Pel que fa a clubs, destacà a Gueugnon, Crewe Alexandra, Sheffield Wednesday FC, Charlton Athletic FC i Rangers FC.
Un cop retirar fou entrenador.
- 2017-2019: Al-Duhail (U23)
- 2019-avui: Fujairah